# أيزاياه بريسكو
أيزاياه بريسكو (13 أبريل 1996 في الولايات المتحدة - ) (بالإنجليزية: Isaiah Briscoe)‏ هو لاعب كرة سلة أمريكي في مركز هجوم خلفي. لعب مع كنتاكي وايلد كاتس ‏.

## وصلات خارجية
- أيزاياه بريسكو على موقع الاتحاد الدولي لكرة السلة (الإنجليزية)
- أيزاياه بريسكو على موقع إن بي أي (الإنجليزية)
- أيزاياه بريسكو على موقع الدوري التايواني الممتاز لكرة السلة (الصينية)
- أيزاياه بريسكو على موقع سبورتس رفرنس (الإنجليزية)
- أيزاياه بريسكو على موقع كرة السلة الأوروبية.كوم (الإنجليزية)
- أيزاياه بريسكو على موقع كلية كرة السلة في سبورتس رفرنس.كوم (الإنجليزية)
- أيزاياه بريسكو على موقع ريلجم (الإنجليزية)
- أيزاياه بريسكو على موقع بروبوليرز (الإنجليزية)
- أيزاياه بريسكو على موقع سبورتس رفرنس (الإنجليزية)
- أيزاياه بريسكو على موقع سبورتس رفرنس (الإنجليزية)